# WTA do Guarujá
O WTA do Guarujá – ou The Rainha Classic, na última edição – foi um torneio de tênis profissional feminino, de categoria WTA Tier V.
Realizado em Guarujá, no litoral do estado de São Paulo, no Brasil, estreou no final de 1987 e durou três edições. Os jogos eram disputados em quadras duras durante o mês de dezembro.
As edições aconteceram em finais de ano, em uma época que, às vezes, poderiam pertencer às temporadas seguintes. A que ocorreu em 1987 pertenceu à temporada de 1988; a de 1989, à 1990. A de 1988 foi a única que se alinhou ao seu ano. Nessa configuração, a temporada de 1988 acabou tendo duas competições no Guarujá: a primeira no saibro, e a segunda, em quadra dura.

## Finais

### Simples
| Ano         | Campeã             | Vice-campeã       | Resultado      |
| ----------- | ------------------ | ----------------- | -------------- |
| 1989 (dez.) | Federica Haumüller | Patricia Tarabini | 7–67, 6–4      |
| 1988        | Mercedes Paz       | Rene Simpson      | 7–5, 6–2       |
| 1987 (dez.) | Niege Dias         | Patrícia Medrado  | 6–0, 26–7, 6–4 |

### Duplas
| Ano         | Campeãs                        | Vice-campeãs                        | Resultado     |
| ----------- | ------------------------------ | ----------------------------------- | ------------- |
| 1989 (dez.) | Mercedes Paz Patricia Tarabini | Cláudia Chabalgoity Luciana Corsato | 6–2, 6–2      |
| 1988        | Bettina Fulco Mercedes Paz     | Carin Bakkum Simone Schilder        | 6–3, 6–4      |
| 1987 (dez.) | Katrina Adams c Cheryl Jones   | Jill Hetherington Mercedes Paz      | 6–4, 4–6, 6–4 |